# Ngựa Sarcidano
Ngựa Sarcidano (tiếng Ý: Cavallo del Sarcidano) là một giống ngựa bán hoang dã quý hiếm có nguồn gốc từ Altopiano del Sarcidano ("cao nguyên Sarcidano") trong quần đảo Laconi thuộc tỉnh Oristano của Sardinia, Ý. Nó là một trong mười lăm con ngựa bản xứ "giống phân bố hạn chế" được công nhận bởi AIA, hiệp hội các nhà lai tạo người Ý. Mặc dù nó không bao giờ cao vượt quá 148 cm (14,2 tay) tại vai, nó được chính thức gọi là một giống ngựa, và không phải là pony.